# Мейсон Голгейт
Мейсон Голгейт (англ. Mason Holgate, нар. 22 жовтня 1996, Донкастер) — англійський футболіст, захисник «Евертона».
Грав за молодіжну збірну Англії.

## Клубна кар'єра
Народився 22 жовтня 1996 року в місті Донкастер. Вихованець футбольної школи клубу «Барнслі». Дорослу футбольну кар'єру розпочав 2014 року в основній команді того ж клубу, в якій провів один сезон, взявши участь у 20 матчах першости Першої футбольної ліги. 
Своєю грою за цю команду привернув увагу представників тренерського штабу «Евертона», до складу якого приєднався 2015 року. Відіграв за клуб з Ліверпуля наступні чотири сезони своєї ігрової кар'єри.
Протягом першої половини 2019 року на умовах оренди захищав кольори друголігового «Вест-Бромвіч Альбіон», після чого повернувся до «Евертона», ставши основним гравцем оборонної лінії команди.

## Виступи за збірні
2015 року дебютував у складі юнацької збірної Англії (U-20), загалом на юнацькому рівні взяв участь у 8 іграх.
Протягом 2016–2018 років залучався до складу молодіжної збірної Англії. На молодіжному рівні зіграв у 6 офіційних матчах. Був учасником молодіжного Євро-2017, де англійці припинили боротьбу на стадії півфіналів.

## Статистика виступів

### Статистика клубних виступів
Станом на 23 березня 2020 року
| Сезон             | Команда                | Чемпіонат         | Чемпіонат | Чемпіонат | Національний кубок | Національний кубок | Національний кубок | Континентальні кубки | Континентальні кубки | Континентальні кубки | Інші змагання | Інші змагання | Інші змагання | Усього | Усього |
| Сезон             | Команда                | Ліга              | Ігор      | Голів     | Ліга               | Ігор               | Голів              | Ліга                 | Ігор                 | Голів                | Ліга          | Ігор          | Голів         | Ігор   | Голів  |
| ----------------- | ---------------------- | ----------------- | --------- | --------- | ------------------ | ------------------ | ------------------ | -------------------- | -------------------- | -------------------- | ------------- | ------------- | ------------- | ------ | ------ |
| 2014–15           | «Барнслі»              | 1ФЛ               | 20        | 1         | КА+КЛ              | 2+0                | 0                  | -                    | -                    | -                    | -             | -             | -             | 22     | 1      |
| 2015–16           | «Евертон»              | ПЛ                | 0         | 0         | КА+КЛ              | 0+0                | 0                  | -                    | -                    | -                    | -             | -             | -             | 0      | 0      |
| 2016–17           | «Евертон»              | ПЛ                | 18        | 0         | КА+КЛ              | 1+2                | 0                  | -                    | -                    | -                    | -             | -             | -             | 21     | 0      |
| 2017–18           | «Евертон»              | ПЛ                | 15        | 0         | КА+КЛ              | 1+1                | 0                  | ЛЄ                   | 4                    | 0                    | -             | -             | -             | 21     | 0      |
| 2018-січ. 2019    | «Евертон»              | ПЛ                | 5         | 0         | КА+КЛ              | 0+1                | 0                  | -                    | -                    | -                    | -             | -             | -             | 6      | 0      |
| січ.-черв. 2019   | «Вест-Бромвіч Альбіон» | ЧФЛ               | 19+2      | 1+0       | КА+КЛ              | 2+0                | 0                  | -                    | -                    | -                    | -             | -             | -             | 23     | 1      |
| 2019–20           | «Евертон»              | ПЛ                | 22        | 0         | КА+КЛ              | 1+4                | 0+1                | -                    | -                    | -                    | -             | -             | -             | 27     | 1      |
| Усього за Everton | Усього за Everton      | Усього за Everton | 62        | 0         |                    | 11                 | 1                  |                      | 4                    | 0                    |               | -             | -             | 77     | 1      |
| Усього за кар'єру | Усього за кар'єру      | Усього за кар'єру | 103       | 2         |                    | 15                 | 1                  |                      | 4                    | 0                    |               | -             | -             | 122    | 3      |